# 피에르 알레친스키
피에르 알레친스키(Pierre Alechinsky, 1927년 10월 19일~)는 벨기에의 예술가이다. 그는 1951년부터 프랑스에서 살면서 예술 작품을 만들었으며 그의 작품은 타시슴, 추상 표현주의, 서정적 추상주의와 관련이 있다.

## 생애
알레친스키는 벨기에의 스카르베크에서 러시아 유대인 아버지와 벨기에 왈롱인 어머니 사이에서 태어났다. 1944년에 그는 브뤼셀의 라 캄브레 국립 고등건축학교에 입학하여 일러스트레이션 기법, 인쇄 및 사진을 공부했으며 1945년에 앙리 미쇼와 장 뒤뷔페의 작품을 접하게 되었다.

## 경력
1949년에 알레친스키는 크리스티안 도트르몽, 카렐 아펠, 콩스탕, 얀 니우벤하이스, 아스거 요른과 함께 COBRA라는 예술 그룹을 결성했다. 그는 COBRA의 모든 전시회에 참여하였으며, 1951년 스탠리 윌리엄 헤이터의 지도 아래 아틀리에 17에서 판화를 공부하기 위해 파리로 갔다.
1954년에 그는 파리에서 첫 번째 전시회를 열었고 중국과 일본의 서예에 관심을 갖기 시작했다. 1950년대 초반에 그는 보쿠진카이 그룹의 모리타 시류가 발행한 일본 저널 '보쿠비'(묵화의 아름다움)의 파리 특파원으로 활동했다. 1955년 앙리 슈토르크와 뤼크 드 호이쉬의 권유로 그는 아내와 함께 일본으로 떠났다. 1952년 그는 《밤》(오하라 미술관)을 전시하였으며, 크리스티안 도트르몽이 해설을 맡고, 작곡가 앙드레 소리스가 음악에 참여한 영화 《일본의 서예》(Japanese Calligraphy)를 제작했다.

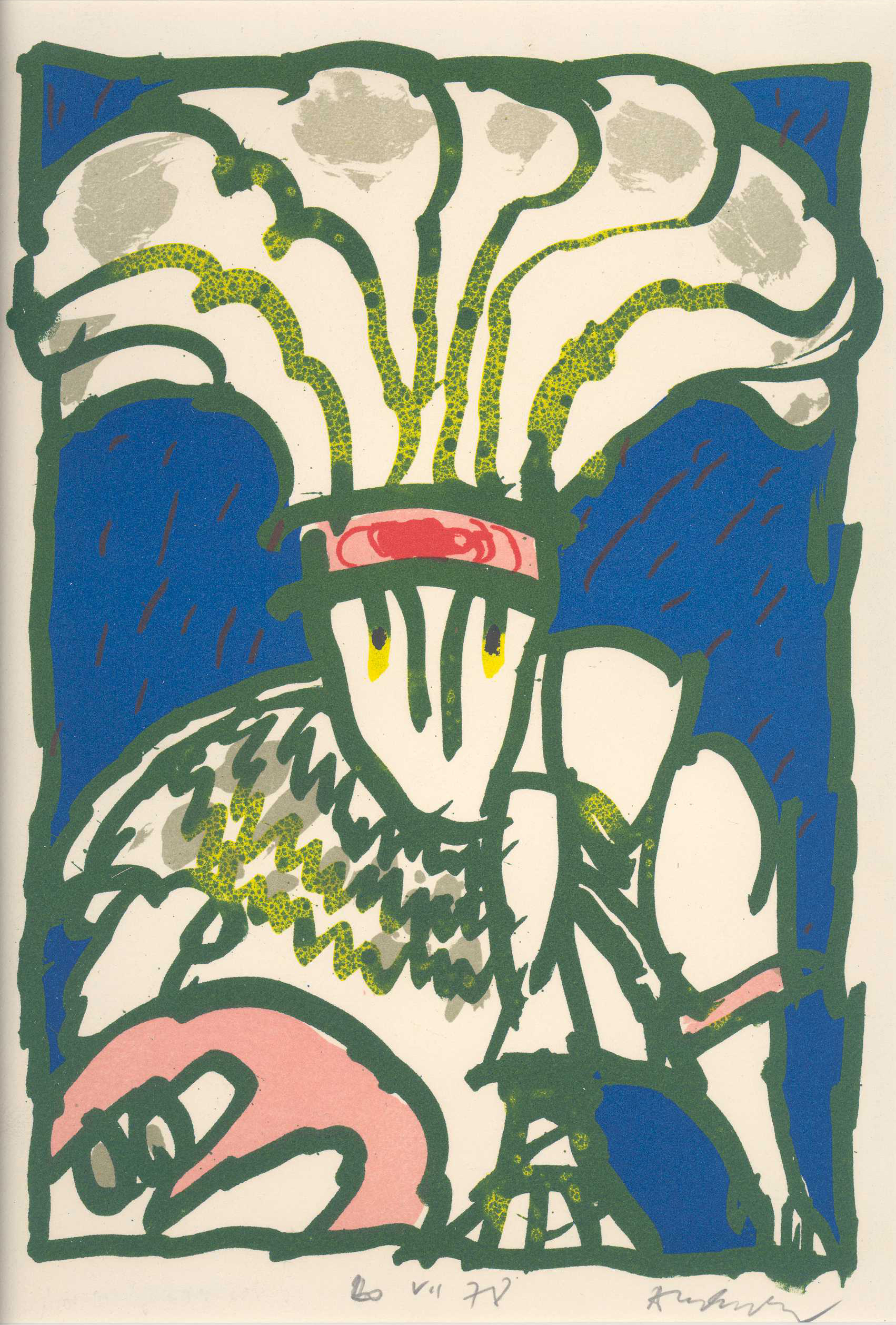
1978년 작품

1960년까지 그는 런던, 베른, 베네치아 비엔날레에서 작품을 전시하였으며, 이후 국제적으로 명성이 높아지면서 피츠버그, 뉴욕, 암스테르담, 실케보르에서도 작품을 전시했다.
알레친스키는 왈라스 팅과 함께 작업했으며, 크리스티안 도트르몽과도 가깝게 지냈다. 또한 프랑스의 시인 앙드레 브르통과도 친밀하게 지냈다.
그의 국제적 경력은 1970년대 내내 이어졌고, 1983년에는 파리 보자르에서 회화 교수가 되었다. 2018/2019 시즌 빈 국립 오페라에서 피에르 알레친스키는 뮤지엄 인 프로그레스에서 구상한 전시 시리즈 'Safety Curtain'의 일환으로 대형 그림(176 평방미터)인 'Loin d'ici'를 디자인했다.

## 수상
알레친스키는 1994년에 브뤼셀 자유대학교로부터 명예 박사학위를 받았으며, 1995년에는 그가 디자인한 작품 중 하나가 벨기에 우표에 사용되기도 했다.

## 컬렉션
알레친스키의 작품은 벨기에 왕립미술관, 테이트, 쾰른의 루트비히 박물관, 뉴욕 근대미술관, 미니애폴리스의 워커 아트 센터, 텍사스 보몬트의 텍사트 남동부 미술관, 플로리다 포트로더데일의 포트로더데일 미술관, 이탈리아 트라다테의 피소그니 박물관에 소장되어 있다. 메인벨트 소행성 14832 알레친스키는 2000년 10월 피에르 알레친스키의 이름을 따서 명명되었다.